# 京都府道620号奥波見岩ヶ鼻線
京都府道620号奥波見岩ヶ鼻線（きょうとふどう620ごう おくはみいわがはなせん）は、京都府宮津市を通る一般府道である。

## 概要
宮津市字奥波見から宮津市字岩ヶ鼻に至る。
宮津市北部から与謝郡伊根町本庄地区までを結ぶルートのうち、宮津市養老地区の内陸にある奥波見で宮津市字下世屋から宮津市日ヶ谷地区や伊根町筒川地区など内陸を経由する京都府道621号下世屋本庄線より分岐し、同地区の中心である岩ヶ鼻で伊根町平田地区など海沿いを経由する国道178号へ連絡している。
なお、本路線では平成23年台風第2号の影響による土砂災害の被害を受けており、異常気象時は走行に注意を要する。

### 路線データ
- 起点：宮津市字奥波見（長通り峠交差点、京都府道621号下世屋本庄線交点）
- 終点：宮津市字岩ヶ鼻（岩ヶ鼻口交差点、国道178号交点）
- 総延長：3.2144 km[2]

## 地理
奥波見集落から上がった峠附近を東に向かって発すると、山肌をつづら折れ状に下り、小さな山村集落を結んで海に出て国道178号交点に達する。本路線の南方には千石山（312.3 m）がある。

### 通過する自治体
- 京都府
  - 宮津市

### 交差する道路
| 交差する道路              | 交差する場所 | 交差する場所          |
| ------------------------- | ------------ | --------------------- |
| 京都府道621号下世屋本庄線 | 字奥波見     | 長通り峠交差点 / 起点 |
| 国道178号 国道482号 重複  | 字岩ヶ鼻     | 岩ヶ鼻口交差点 / 終点 |

### 沿線
自然
- 千石山
- 犀川

神社・仏閣
- 願性寺

余暇・観光
- 岩ヶ鼻養老海水浴場